# Lehnamühle
Die Lehnamühle ist ein Weiler des Stadtteils Neumühle/Elster der Stadt Greiz im Landkreis Greiz in Thüringen.

## Lage

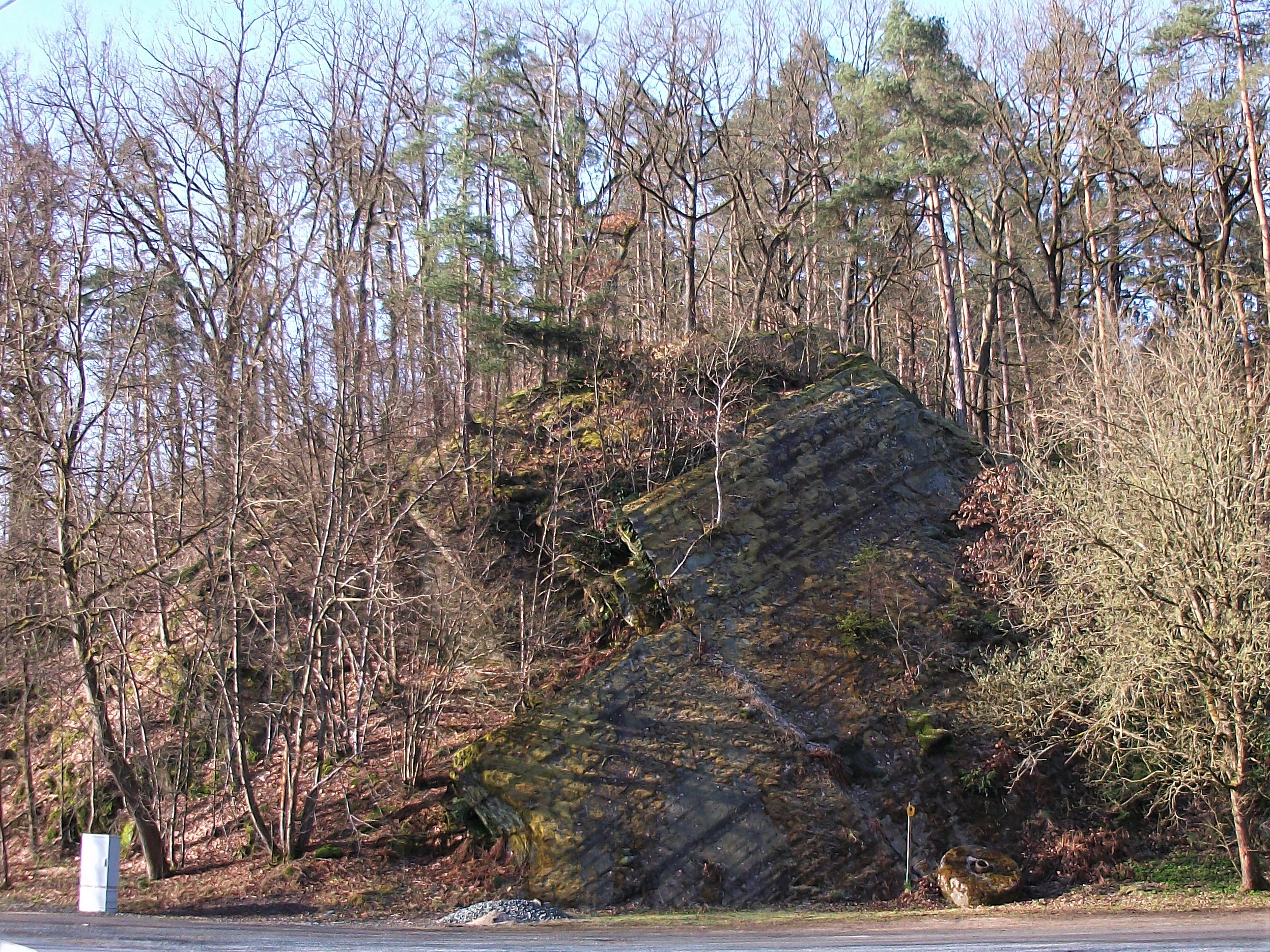
GND Schieferfelsen in Lehnamühle

Die Lehnamühle liegt im Tal der Weißen Elster, welches im Siedlungsgebiet durch einen Nebenfluss aufgeweitet wird. Neumühle befindet sich südlich, Tschirma und Neugernsdorf westlich. Östlich liegt Waltersdorf auf der Hochebene der gegenüberliegenden Flussseite.

## Geschichte
Die urkundliche Ersterwähnung dieser Mühle wurde am 23. Mai 1449 registriert.
Bis Anfang des 20. Jahrhunderts bestand die Siedlung nur aus der eigentlichen Lehnamühle. 1901 wurde die Mühle zur Holzschleiferei umgebaut und kurz danach in eine Pappenfabrik umgewandelt. Vor dem Zweiten Weltkrieg war das Werk der größte Hersteller von Schuh- und Kofferpappe in Europa. Anfang der 1990er Jahre wurde der Betrieb eingestellt. In den Folgejahren wurde der größte Teil der Werksanlagen abgebrochen.
Ursprünglich gehörte der Weiler zur Gemeinde Tschirma. Mit der Bildung der Gemeinde Neumühle/Elster am 1. Januar 1960 wurde er ein Ortsteil derselben. Am 31. Dezember 2019 wurde die Gemeinde Neumühle/Elster nach Greiz eingemeindet, wodurch auch die Lehnamühle zu Greiz kam.

## Verkehr
Die Lehnamühle ist über die Kreisstraße 208 von Wildetaube nach Neumühle zu erreichen. Die Bahnstrecke Gera Süd–Weischlitz führt ohne Haltestelle durch den Ort. Die Linien 20 und 21 der PRG Greiz bedienen die Lehnamühle im Schülerverkehr und verbinden sie mit Berga/Elster, Greiz und Neumühle.